# Alexander Bassano

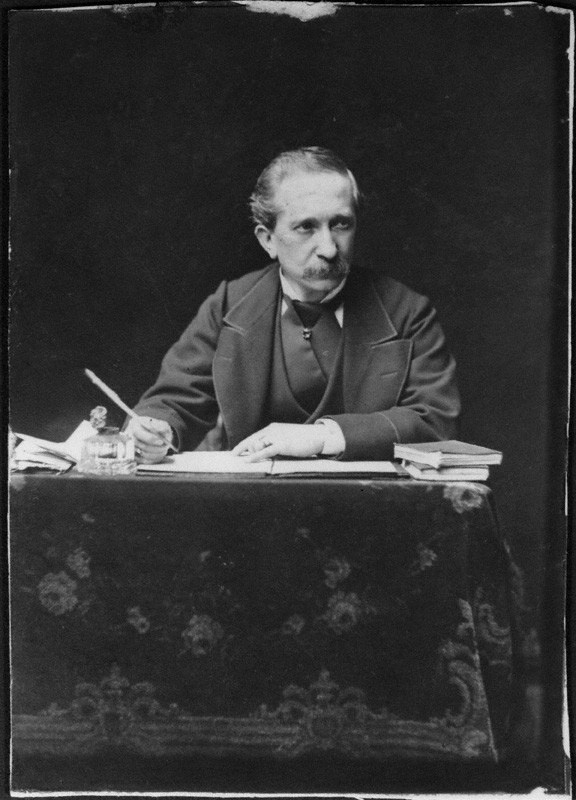
Bassano, zelfportret.

Alexander Bassano (Londen, 10 mei 1829 - aldaar, 21 oktober 1913) was een Engels fotograaf. Hij werd vooral bekend als hoffotograaf van de Britse Koninklijke familie en portrettist van de Londense High Society.

## Leven en werk
Bassano was de zoon van een Londense vishandelaar -en later kruidenier- van Italiaanse herkomst. Als jongeman ging hij in de leer in het atelier van kunstschilder Augustus Egg, maar al snel legde hij zich toe op de toen nieuwe kunst van de fotografie. Reeds in 1850 opende hij zijn eerste fotostudio in Regent Street. Vanaf 1860 groeide hij uit tot een van de bekendste portretfotografen in Londen. In 1877 opende hij in Old Bond Street een voor die tijd ongekend grote studio van drie verdiepingen. Hij portretteerde vooral beroemdheden en leden van de High Society, waarbij hij de naam had de geportretteerden op hun best en hun mooist te "vereeuwigen". Ook werd hij bekend door zijn "cartes de visite".
Bassano fotografeerde vanaf de jaren 1880 ook veel leden van de Britse Koninklijke familie. In 1890 werd hij benoemd tot officieel fotograaf van de koningin. Enkele van de bekendste portretten van koningin Victoria zijn van zijn hand, waaronder de jubileumfoto uit 1887. Na zijn dood in 1913, tijdens de Eerste Wereldoorlog, kreeg hij ook bekendheid door een portret van Lord Kitchener dat gebruikt werd voor een wervingsposter voor het leger.
Bassano ging in 1901 officieel met pensioen, maar bleef zich nog geruime tijd intensief bemoeien met het artistieke beleid in zijn studio, die toen Bassano Ltd. was gaan heten. In de jaren 1910 en 1920 beleefde de firma nieuwe hoogtijdagen met glamourachtige portretten van sterren uit de muziek, dans en theaterwereld. Bassano overleed in 1913, 84 jaar oud. Veel van zijn werk, alsook later werk van Bassano Ltd., is momenteel in bezit van de National Portrait Gallery te Londen. Ook het London Museum heeft diverse van zijn foto's in haar collectie.

## Foto's van Bassano

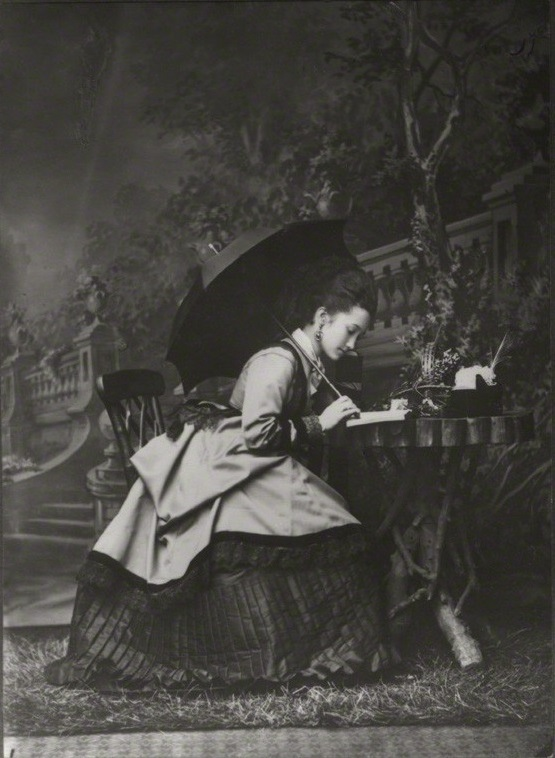
Louise Barber, geboren Bassano
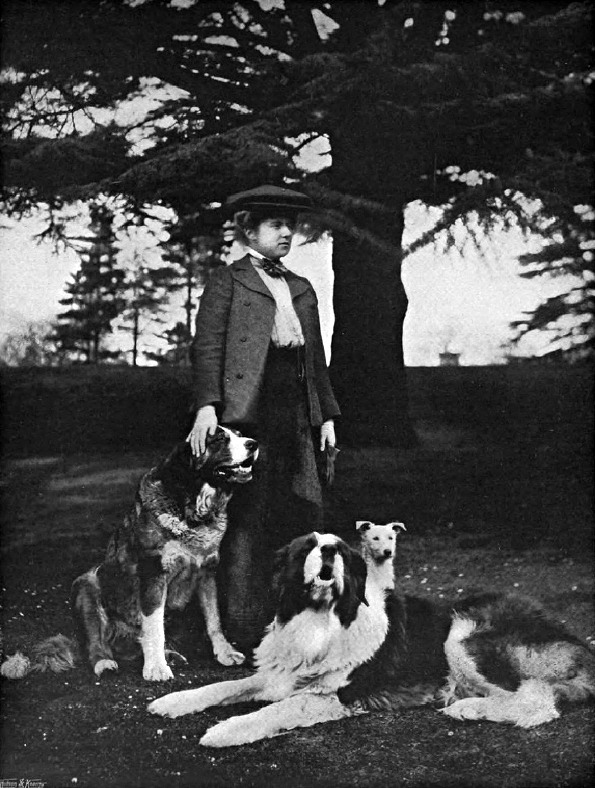
Marie Louise Hamilton
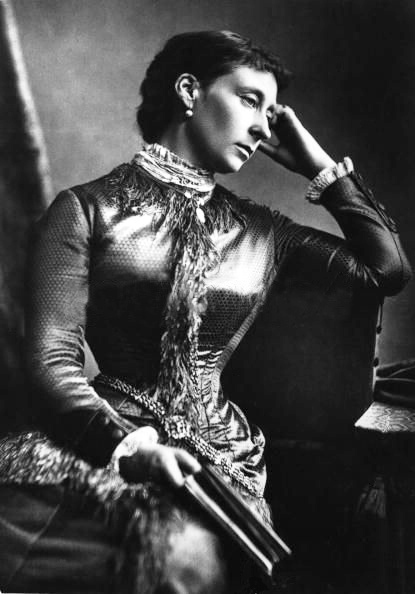
Prinses Alice
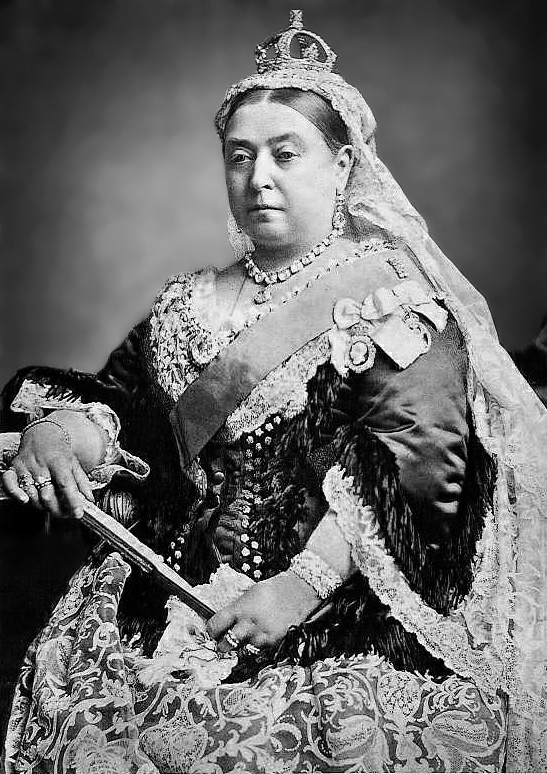
Koningin Victoria
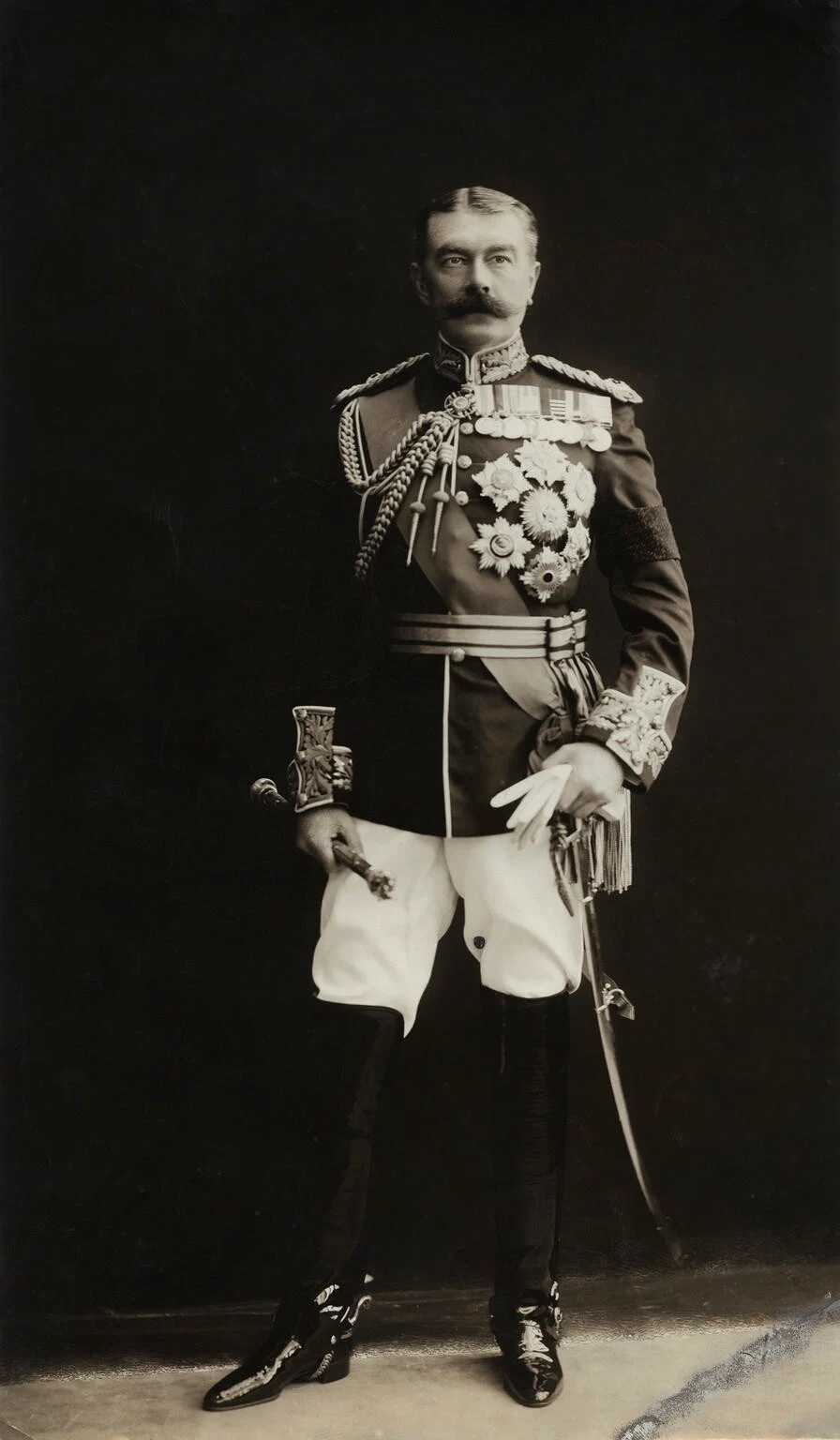
Lord Kitchener

## Foto's van Bassano Ltd., 1910-1920

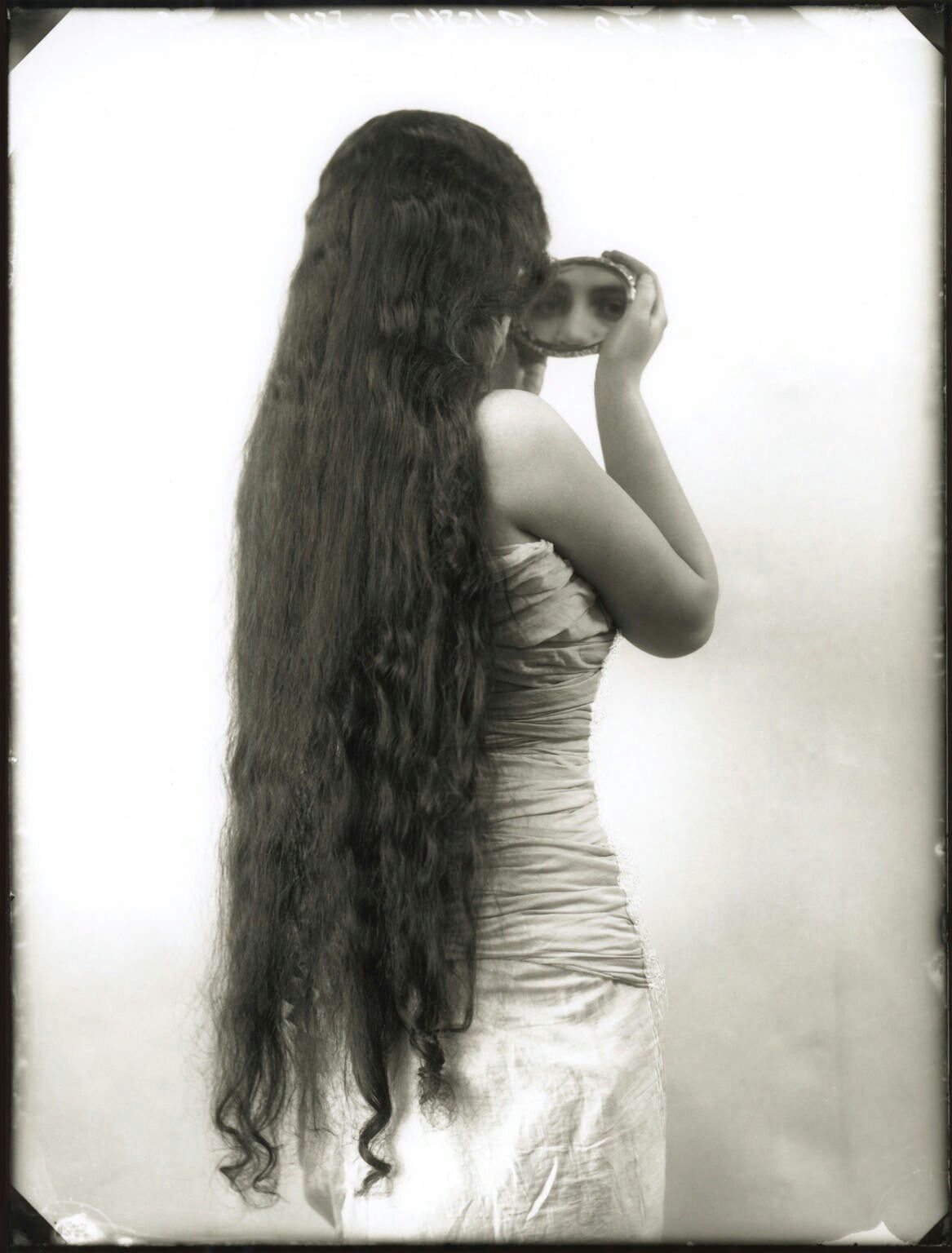
Miss Cassidy
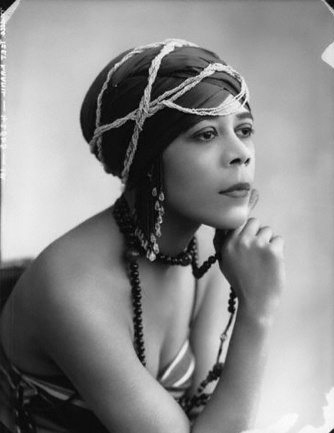
Danseres Tzet Kranil
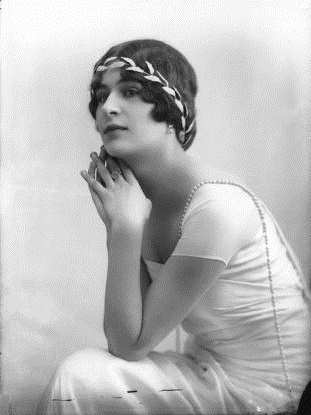
De Roemeense prinses Balasa Marie Blanche Cantacuzene
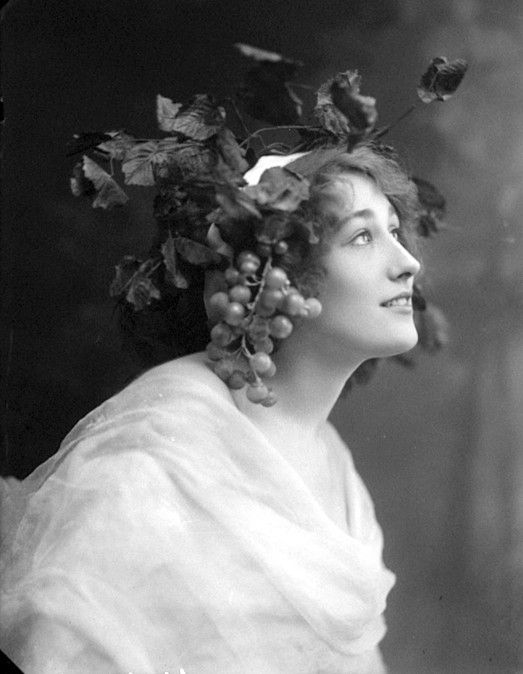
Miss Fitzroy
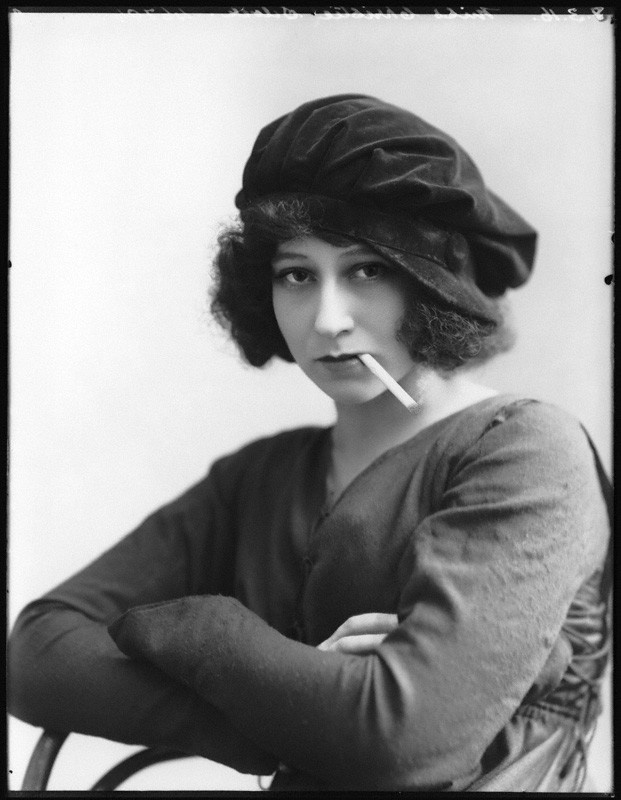
Christine Silver